# Der Graf von Monte Christo (1998)
Der Graf von Monte Christo (Originaltitel: Le Comte de Monte-Cristo) ist ein vierteiliger Abenteuerfilm für das Fernsehen aus dem Jahr 1998. Als Vorlage diente Alexandre Dumas’ gleichnamiger Roman aus dem 19. Jahrhundert.

## Handlung
Edmond Dantès, ein junger Seemann, wird am Tag seiner Verlobung im Jahr 1815 mit der Spanierin Mercédès in Marseille festgenommen, weil er angeblich ein Bonapartist sei. Der Jurist Villefort nimmt sich seiner an und erfährt, dass Dantès von Napoleon einen Brief erhalten hatte, den er an Villeforts Vater übergeben sollte. Um seinen Vater zu schützen, verbannt Villefort Dantès in das Château d’If. Dort lernt dieser den Abbé Faria kennen, der ihn bildet und von einem unermesslichen Schatz auf der italienischen Insel Montecristo erzählt. Nach dem Tod des Abbé flieht Dantès, indem er den Platz des Abbé in dessen Leichensack einnimmt und ins Meer geworfen wird, wo er sich aus dem Sack befreien kann. Zusammen mit dem Seemann Bertuccio hebt er den Schatz und baut sich eine Existenz als Graf von Monte Christo auf, wobei ihm Bertuccio als sein Diener behilflich ist.
Der „Graf“ erfährt von seinem ehemaligen armen Nachbarn Caderousse, dass sein Kollege Danglars und sein Nebenbuhler um Mercedes, Fernand, ihn mittels einer Intrige ins Gefängnis brachten. Nun lässt er Gerüchte über seine Identität und sein Leben streuen, wirtschaftet mit seinem Reichtum und steigt so in die höchsten Kreise von Paris auf, wobei er nur das eine Ziel hat, nämlich anstelle Gottes Gerechtigkeit auszuüben und den inzwischen reichen Bankier Danglars, den Comte de Morcerf, Fernand, sowie den hohen Justizbeamten Villefort zu bestrafen. Villefort lässt er durch leise Beteiligung an einer Familientragödie dem Wahnsinn verfallen, Danglars beschert er den finanziellen Ruin und der Comte de Morcerf wird wegen Verrats während seines Militärdienstes öffentlich bloßgestellt und begeht Selbstmord, nachdem er von der Identität des Grafen erfahren hat. Danglars wird von einem Verbrecherkönig gefangen genommen, kommt aber nach Fürsprache Dantès’ wieder frei, als dieser sich auf mehr Milde besinnt, – jedoch nicht ohne davon in Kenntnis gesetzt zu werden, dass sein einstiges Opfer immer noch lebt.

## Unterschiede zur Vorlage
Insgesamt hält sich der Film recht nah an den Roman. Die Monologe, mit denen Edmond Dantès im Buch sein Vorgehen rechtfertigt, werden hier ersetzt durch seinen Diener und Freund Bertuccio. Im Film finden Dantès und Mercédès am Schluss wieder zusammen, was in der Vorlage nicht der Fall ist.

## Hintergrund

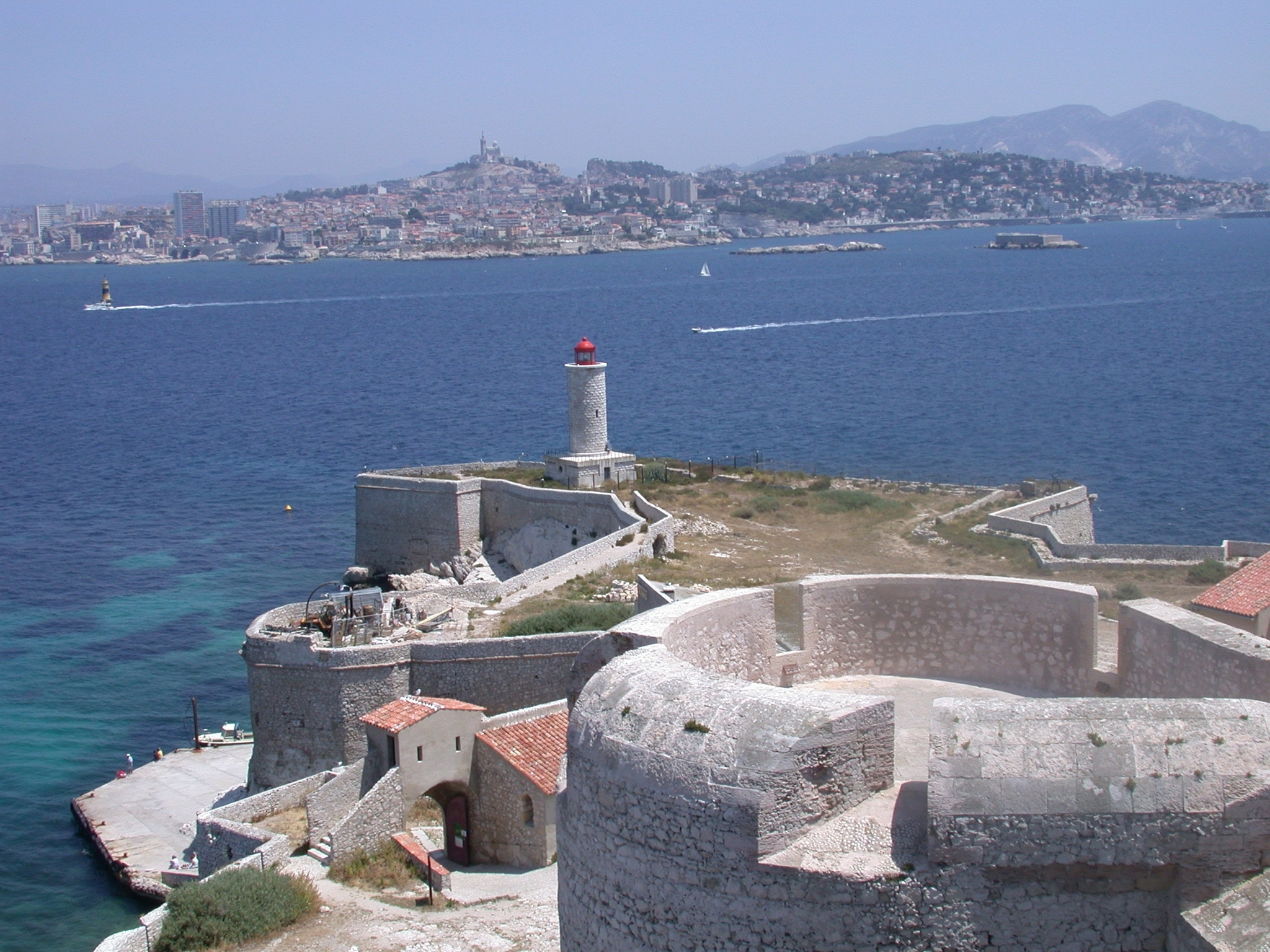
Das Château d’If vor Marseille, ein Drehort des Films

Die Dreharbeiten fanden unter anderem auf Malta, in Neapel, Paris, Marseille, Senlis und Montgeroult statt. Die Festung Château d’If auf einer Felseninsel vor der Küste von Marseille diente im Film als Gefängnis von Edmond Dantès. Weitere Drehorte waren das Château de Champs-sur-Marne, das Chateau de Villette in Condécourt und die Kirche Notre-Dame-de-l’Assomption in Le Plessis-Gassot.
In Frankreich, wo Der Graf von Monte Christo erstmals ab dem 7. September 1998 ausgestrahlt wurde, war der Vierteiler mit bis zu 12,6 Millionen Zuschauern der Quotenhit des Jahres 1999. In Deutschland wurde er ab dem 9. Januar 1999 von Sat.1 im Fernsehen gezeigt.

## Kritik
Das Lexikon des internationalen Films bezeichnete die Dumas-Adaption als „nur mäßig spannend[en] Ausstattungsfilm“, der wie in einem umfangreichen „Bilderbuch“ den bekannten Stoff wiedergebe, „wobei er seltsam steril und bei allem Hang zum ‚Schönen‘ unverhältnismäßig unatmosphärisch bleibt“. Auch bei der Umsetzung der großen Themen des Romans könne der Film nicht überzeugen: „Weder das Abenteuerliche der Fabel noch die moralischen Fragen um Loyalität, Recht und Gerechtigkeit an den Grenzen zur Selbstjustiz kommen zufriedenstellend zum Tragen.“
Die Fernsehzeitschrift Prisma fand, der Mehrteiler profitiere „von einem besonderen Besetzungs-Coup: Der junge Edmont Dantes wird von Gérard Depardieus begabtem Sohn Guillaume verkörpert, die junge Mercedes von Ornella Mutis Tochter Naike Rivelli“. Herausgekommen sei am Ende „saubere TV-Kost in eher gemächlichem Tempo“. Das Urteil von TV Spielfilm lautete: „Prächtig bebildert und furios gespielt.“ „Nur etwas mehr Tempo hätte dem Ausstattungsspektakel nicht geschadet.“

## Synchronisation
Die deutsche Synchronfassung entstand bei der Johannisthal Synchron GmbH, Berlin, nach dem Dialogbuch von Joachim Kunzendorf und Boris Tessmann, der gleichzeitig auch die Synchronregie übernahm.
| Rolle                            | Darsteller            | Synchronsprecher      |
| -------------------------------- | --------------------- | --------------------- |
| Edmond Dantès                    | Gérard Depardieu      | Manfred Lehmann       |
| Mercédès Herrera                 | Ornella Muti          | Evelyn Maron          |
| Fernand Mondego Comte de Morcerf | Jean Rochefort        | Jürgen Thormann       |
| Gérard de Villefort              | Pierre Arditi         | Gerhard Paul          |
| Bertuccio                        | Sergio Rubini         | Torsten Michaelis     |
| Maximilien Morrel                | Christopher Thompson  | Boris Tessmann        |
| Albert de Morcerf                | Stanislas Merhar      | Gerrit Schmidt-Foß    |
| Valentine de Villefort           | Julie Depardieu       | Dascha Lehmann        |
| Heloïse de Villefort             | Hélène Vincent        | Rita Engelmann        |
| Baron Eugène Danglars            | Michel Aumont         | Gerd Holtenau         |
| Hermine Danglars                 | Constanze Engelbrecht | Constanze Engelbrecht |
| Abbé Faria                       | Georges Moustaki      | Hasso Zorn            |
| Père Morrel                      | Jean-Claude Brialy    | Joachim Kerzel        |
| Haydée                           | Inés Sastre           | Melanie Hinze         |
| junger Edmond Dantès             | Guillaume Depardieu   | Björn Schalla         |
| Madame de Saint-Méran            | Micheline Presle      | Barbara Adolph        |